# Endasys elegantulus
Endasys elegantulus là một loài tò vò trong họ Ichneumonidae.